# Grandes études de Paganini

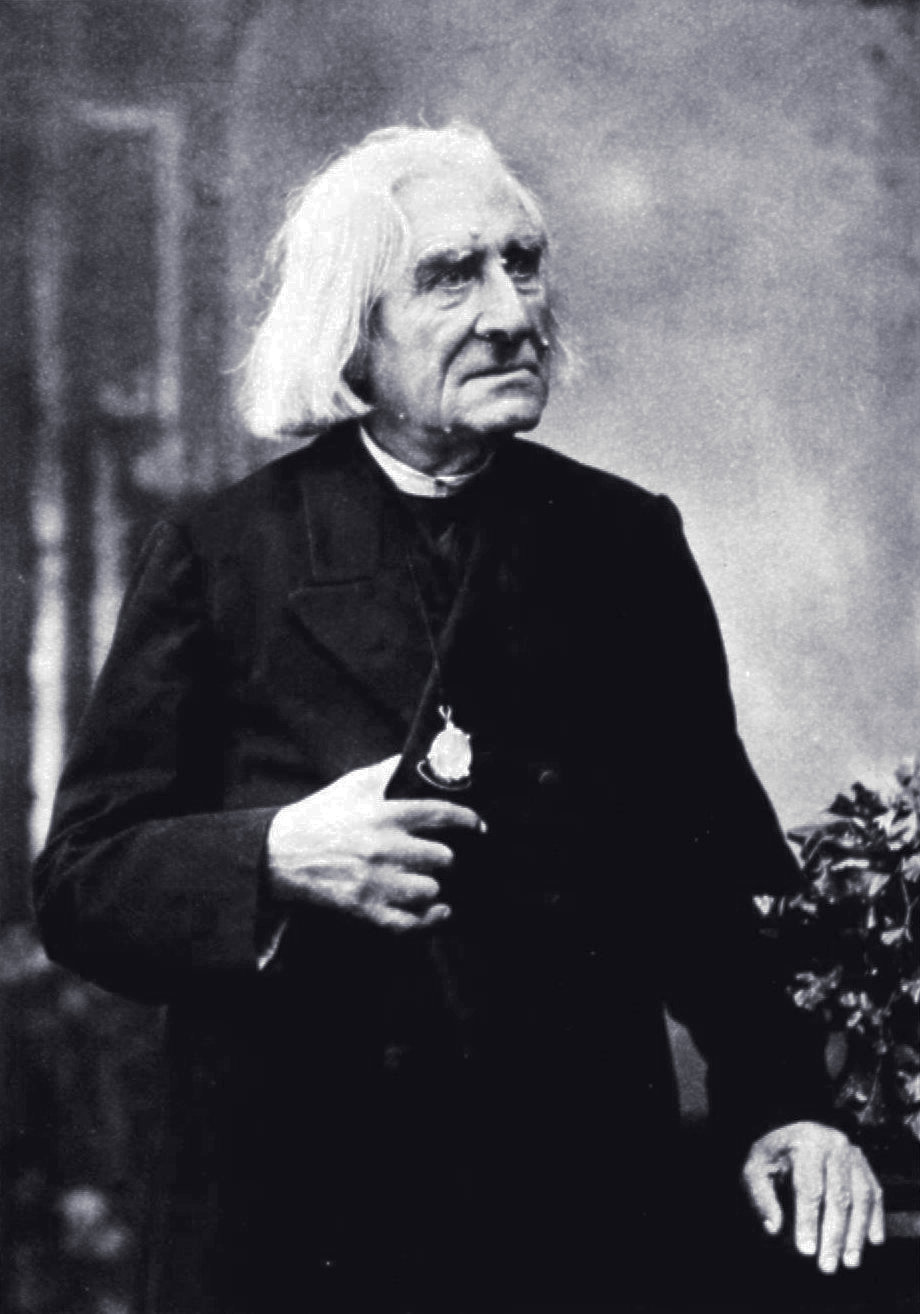
Franz Liszt, foto

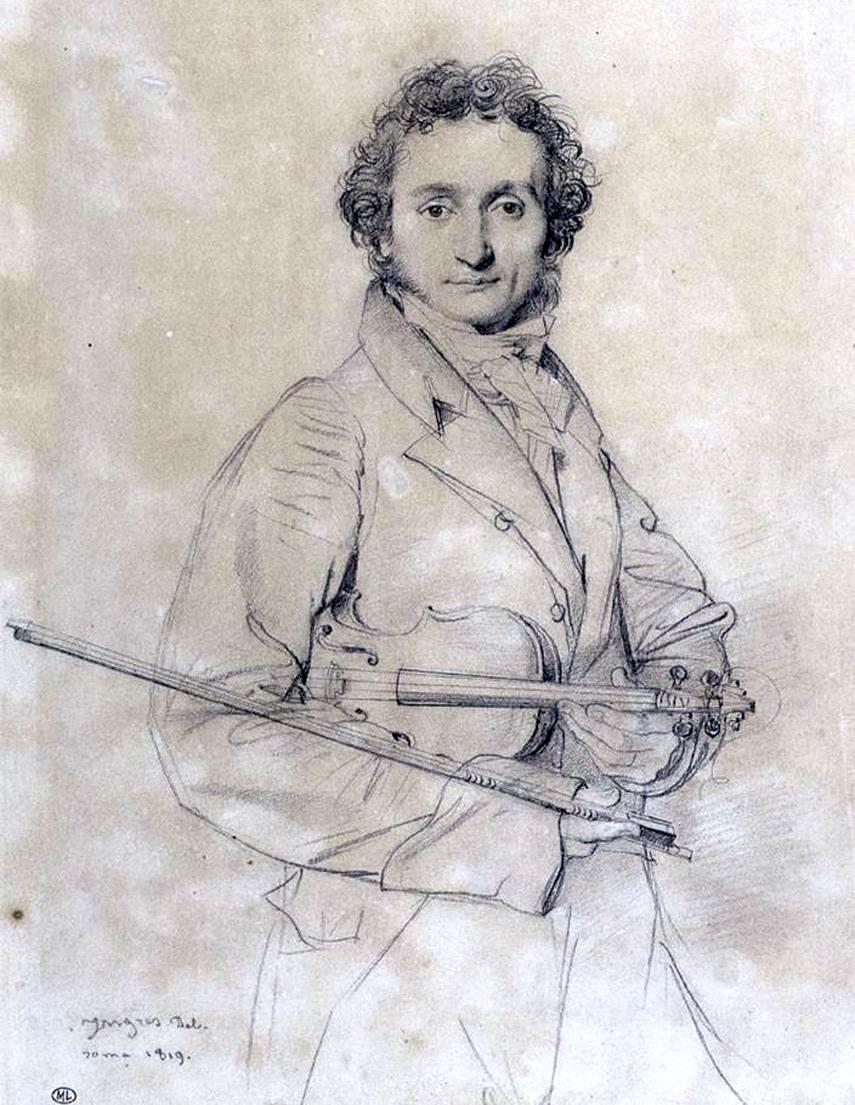
Niccolò Paganini

I Grandes études de Paganini, S. 141, sono una serie di sei studi per pianoforte di Franz Liszt, revisionati nel 1851 da una versione precedente (pubblicata come Études d'exécution transcendante d'après Paganini, S. 140, nel 1838). È quasi esclusivamente nella versione finale che questi pezzi vengono suonati oggi.
I brani si basano tutti sulle composizioni di Niccolò Paganini per violino e sono tra i brani tecnicamente più impegnativi nella letteratura pianistica (in particolare le versioni originali, prima che Liszt li rivedesse, assottigliando le trame e rimuovendo alcune delle più atroci difficoltà tecniche). I pezzi attraversano tutta la gamma degli ostacoli tecnici e spesso richiedono allungamenti molto ampi da parte dell'esecutore, fino a un’undicesima.

## Études

### Études d'exécution transcendante d'après Paganini
Studi di esecuzione trascendentale secondo Paganini
- Versione originale (1838), S. 140 – Dedicata a Madame Clara Schumann
  - Étude No. 1 in G minor (Preludio: Andante; Non troppo lento, cantabile) ("Tremolo") – dal n. 6 (con l'introduzione e la coda del n. 5) dei 24 Capricci di Paganini per violino solo.[1] Inizia con un preludio di rapidi arpeggi e scale e quindi entra nella sezione principale dell'étude; come suggerisce il nome, il pezzo è pensato per impiegare il tremolo. Voce e dinamica sono importanti nel "Tremolo" e si aggiunge alla sua difficoltà il fatto che molti tremoli sono contrassegnati per essere suonati solo dalla mano sinistra.
  - Étude No. 2 in E♭ major (Andantino capricciosamente) – dal il 17° capriccio. Contiene scale e ottave rapide e richiede eleganza e qualità di tono.
  - Étude No. 3 in A♭ minor (Allegro moderato) – dal movimento finale del Concerto per violino n. 2 di Paganini in Si minore e contenente il primo tema del movimento finale del Concerto per violino n. 1 di Paganini in Mi♭ maggiore.
  - Étude No. 4 in E major (Andante quasi allegretto) – dal 1° capriccio.
  - Étude No. 5 in E major (Allegretto, dolcissimo) ("La Chasse") – dal nono capriccio.
  - Étude No. 6 in A minor (Quasi presto, a capriccio) ("Tema e variazioni") – dal 24° capriccio, con un tema leggermente modificato e 11 variazioni. Il lavoro, tecnicamente molto impegnativo, abbonda di ottave, scale e arpeggi rapidi.

### Grandes Études de Paganini
Grandi studi di Paganini
- Versione rivista (1851), S. 141 - dedicata a Madame Clara Schumann
  - Étude No. 1 in G minor (Preludio, Andante; Etude – Non troppo lento) ("Tremolo") – dal 6° capriccio (con l'introduzione e la coda del 5°).
  - Étude No. 2 in E♭ major (Andante capriccioso) – dal 17° capriccio.
  - Étude No. 3 in G♯ minor (Allegretto) (La campanella) – dall'ultimo movimento del Concerto per violino e orchestra n. 2 in Si minore di Paganini.
  - Étude No. 4 in E major (Vivo) ("Arpeggio") – dal 1° capriccio. Scritto su una sola riga, omettendo la solita riga separata per la mano sinistra. Inoltre, la sua nota più bassa è il Sol3, di modo che lo spartito imiti così uno spartito per violino.
  - Étude No. 5 in E major (La Chasse) (Allegretto) – dal nono capriccio.
  - Étude No. 6 in A minor (Theme and Variations) (Quasi presto, a capriccio) – dal  24° capriccio.